# Agave vicina
Agave vicina ist eine Pflanzenart aus der Gattung der Agaven (Agave).

## Beschreibung

### Vegetative Merkmale
Agave vicina wächst sprossend mit fast stammlosen Rosetten, die einen Durchmesser von etwa 100 bis 120 Zentimeter aufweisen. Ihre etwas flüchtig glauken und mit der Zeit ziemlich glänzend grünen, sehr breit lanzettlichen, etwas spitz zulaufenden Laubblätter sind flachlich konkav. Ihre Blattspreite ist 40 bis 60 Zentimeter (selten 17 bis 75 Zentimeter) lang und 12 bis 20 Zentimeter (selten ab 5 Zentimeter) breit. Der Blattrand ist etwas konkav. An ihm befinden sich – häufig auf grünen Vorsprüngen – 3 bis 4 Millimeter lange Randzähne, die 10 bis 15 Millimeter voneinander entfernt stehen. Die schlanken  Randzähne in der oberen Hälfte sind in der Regel aufwärts gebogen, die in der unteren Hälfte abwärts gebogen. Sie entspringen einer halbmondförmigen Basis. Der rotbraune, glatte, zu seiner Spitze hin polierte Enddorn ist dreikantig-nadelig und etwas hin- und hergebogen. Er weist bis zu seiner Mitte eine runde Furche auf und besitzt an der Basis einen einwärts gebogenen Rand. Der Enddorn ist 25 bis 30 Millimeter lang und kurz herablaufend.

### Blütenstände und Blüten
Der schmal längliche, „rispige“ Blütenstand erreicht eine Länge von knapp 3 Meter. Die Teilblütenstände befinden sich auf ansteigende Ästen in der oberen Hälfte des Blütenstandes. Der Blütenstand trägt reichlich Bulbillen. Die Blüten sind 40 bis 45 Millimeter lang. Ihre Perigonblätter sind gelb. Die Zipfel sind 15 Millimeter lang. Die offene Blütenröhre weist eine Länge von etwa 4 Millimeter auf. Der längliche Fruchtknoten ist 20 bis 25 Millimeter lang.

### Früchte
Die breit länglichen Früchte sind 35 Zentimeter lang und 2,5 Zentimeter breit. Sie sind sehr kurz gestielt und geschnäbelt.

## Systematik und Verbreitung
Agave vicina ist auf Aruba, Bonaire, Curaçao und Isla Margarita verbreitet.
Die Erstbeschreibung durch William Trelease wurde 1913 veröffentlicht.

## Nachweise